# Danh sách di sản văn hóa Tây Ban Nha được quan tâm ở Banyalbufar
Danh sách di sản văn hóa Tây Ban Nha được quan tâm ở Banyalbufar.
| Tên                                                | Dạng                           | Địa điểm                              | Tọa độ                                        | Số hồ sơ tham khảo? | Ngày nhận danh hiệu? | Hình ảnh                             |
| -------------------------------------------------- | ------------------------------ | ------------------------------------- | --------------------------------------------- | ------------------- | -------------------- | ------------------------------------ |
| Atalaya Ses Animes                                 | Di tích Kiến trúc quân sự Tháp | Bañalbufar                            | 39°41′02″B 2°30′01″Đ / 39,68379°B 2,500234°Đ  | RI-51-0008353       | 30-11-1993           | Atalaya de Ses Animes · Upload image |
| Cas Bat-le Negre                                   | Di tích Kiến trúc quân sự      | Bañalbufar                            | 39°41′13″B 2°30′51″Đ / 39,687065°B 2,514267°Đ | RI-51-0008355       | 30-11-1993           | Upload image                         |
| Baronia                                            | Di tích Kiến trúc quân sự      | Bañalbufar Calle del Conde de Sallent | 39°41′14″B 2°30′48″Đ / 39,687317°B 2,513372°Đ | RI-51-0008354       | 30-11-1993           | Upload image                         |
| Rafal Planes                                       | Di tích Kiến trúc quân sự      | Bañalbufar                            | 39°40′55″B 2°30′18″Đ / 39,682056°B 2,504987°Đ | RI-51-0008356       | 30-11-1993           | Rafal de Planes · Upload image       |
| Tàn tích tiền sử Ses Mosqueres (Potada des Cavall) | Di tích Khảo cổ học            | Bañalbufar                            |                                               | RI-51-0001814       | 10-09-1966           | Upload image                         |
| Tàn tích tiền sử Son Valentí (Sa Tanca Perra)      | Di tích Khảo cổ học            | Bañalbufar                            |                                               | RI-51-0001812       | 10-09-1966           | Upload image                         |
| Tàn tích tiền sử Son Valentí (S'Era des Moro)      | Di tích Khảo cổ học            | Bañalbufar                            | 39°40′53″B 2°32′45″Đ / 39,68138°B 2,545894°Đ  | RI-51-0001813       | 10-09-1966           | Upload image                         |
| Son Balaguer                                       | Di tích Kiến trúc quân sự      | Bañalbufar                            | 39°41′25″B 2°33′01″Đ / 39,690382°B 2,550346°Đ | RI-51-0008357       | 30-11-1993           | Upload image                         |
| Son Borguny                                        | Di tích Kiến trúc quân sự      | Bañalbufar Calle de Jerónimo Albertí  | 39°41′13″B 2°30′52″Đ / 39,686993°B 2,514396°Đ | RI-51-0008358       | 30-11-1993           | Upload image                         |
| Son Bunyola                                        | Di tích Kiến trúc quân sự      | Bañalbufar                            | 39°41′39″B 2°32′29″Đ / 39,694203°B 2,541368°Đ | RI-51-0008359       | 30-11-1993           | Upload image                         |
| Son Valentí                                        | Di tích Kiến trúc quân sự      | Bañalbufar                            | 39°41′03″B 2°32′53″Đ / 39,684089°B 2,548101°Đ | RI-51-0008360       | 30-11-1993           | Upload image                         |
| Talayote Ses Mosqueres (Racó Banyalbufar)          | Di tích Khảo cổ học Talayote   | Bañalbufar                            |                                               | RI-51-0001815       | 10-09-1966           | Upload image                         |